# Nicolas de Tholon
Nicolas de Toulon ou de Tholon, mort le 20 décembre 1400, est un prélat bourguignon, évêque de Coutances puis d'Autun à la fin du XIVe siècle. Il est également homme politique et parlementaire et fut notamment chancelier de Bourgogne, de 1376 à 1384.

## Biographie
Fils d'un pauvre meunier de Toulon-sur-Arroux, il fit ses études à Autun puis à Paris au collège d'Harcourt.

Il est appelé l'évêque au geai blanc : ayant dit enfant à sa mère qu'il deviendrait évêque, cette dernière lui aurait alors promis sans y croire un geai blanc s'il y parvenait. Il est toujours représenté avec sa mitre et l'oiseau. Une petite voie de Toulon-sur-Arroux porte toujours ce nom : ruelle du Geai-Blanc.
Il devient chapelain, chanoine et chantre d'Autun, puis conseiller au parlement de Bourgogne et chancelier de Bourgogne. Il est nommé évêque de Coutances en 1386 puis d'Autun en 1387. Il le restera jusqu'à sa mort en 1400. Il fait construire une chapelle dans son église et y installe une fondation avec quatre chapelains, sous le vocable des apôtres Pierre et Paul.

## Source
- Jules d' Arbaumont, Armorial de la Chambre des comptes de Dijon, d'après le manuscrit inédit du père Gautier avec un chapitre supplémentaire pour les officiers du bureau des finances de la même ville, Lamarche, 1881, p. 5 [lire en ligne]